# Owia
Owia ist ein Küstenort auf der Karibik-Insel St. Vincent, die dem Staat St. Vincent und die Grenadinen angehört. Der Ort liegt an der Nordküste der Insel an der Bucht von Owia und gehört zum Kirchspiel Charlotte. In dem Ort leben Garifuna, wie auch in Sandy Bay und Fancy. In den 1980ern lebten hier 300 Kariben.